# 凱氏鱥
凱氏鱥（学名：Phoxinus ketmaieri）為輻鰭魚綱鯉形目雅羅魚科鱥屬的魚類，分布於歐洲克羅埃西亞達爾馬提亞地區的克爾克島、塞蒂納河、茲爾馬涅河、克爾卡河和內雷特瓦河流域，本魚體延長，背側輪廓凸出，有時有輕微明顯的駝峰，頭部的背側輪廓比腹側稍凸，吻部鈍，嘴略近端，體長可達4.6公分，生活習性不明。